# Tohoué
Tohoué est l'un des quatre arrondissements de la commune de Ouinhi dans le département du Zou au centre du Bénin.

## Géographie

### Localisation
Tohoué est situé au Sud-Ouest de la commune de Ouinhi.
| Zangnanado | Ouinhi |       |
| Zogbodomey | Tohoué | Dasso |
| Zè         | Bonou  | Dasso |

### Administration
Sur les 95 villages et quartiers de ville que compte la commune de Ouinhi, l'arrondissement de Tohoué en groupe 06 villages.

## Histoire
L'arrondissement de Tohoué est une subdivision administrative béninoise. Dans le cadre de la décentralisation au Bénin, Il devient officiellement un arrondissement de la commune de Ouinhi, le 27 mai 2013, après la délibération et adoption par l'Assemblée nationale du Bénin en sa séance du 15 février 2013 de la loi N° 2013-O5 du 15/02/2013 portant création, organisation, attributions et fonctionnement des unités administratives locales en République du Bénin.

## Démographie
Selon le recensement de la population de 2013 conduit par l'Institut national de la statistique et de l'analyse économique (INSAE), Tohoué compte 1392 ménages avec 9 516 habitants,.
| Indicateur           | 2013 |
| -------------------- | ---- |
| Nombre de ménages    | 1392 |
| Population masculine | 4627 |
| Population féminine  | 4889 |
| Population totale    | 9516 |